# Hometown (Illinois)
Hometown es una ciudad situada en el condado de Cook, Illinois, Estados Unidos. Tiene una población estimada, a mediados de 2022, de 4180 habitantes.

## Geografía
La localidad está ubicada en las coordenadas 41°43′52″N 87°43′52″O / 41.73111, -87.73111 (41.731248, -87.731134). Según la Oficina del Censo de los Estados Unidos, tiene una superficie de 1.24 km², correspondientes en su totalidad a tierra firme.

## Demografía

### Censo de 2020
Según el censo de 2020, en ese momento la ciudad tenía una población de 4343 habitantes. La densidad de población era de 3502.42 hab./km².
| Raza                   | Núm. | Porc.  |
| ---------------------- | ---- | ------ |
| Blancos                | 3208 | 73.87% |
| Afroamericanos         | 99   | 2.28%  |
| Amerindios             | 25   | 0.58%  |
| Asiáticos              | 41   | 0.94%  |
| Isleños del Pacífico   | 2    | 0.05%  |
| De otras razas         | 478  | 11.01% |
| De una mezcla de razas | 490  | 11.28% |

Del total de la población, el 25.74% eran hispanos o latinos de cualquier raza.

### Censo de 2010
Según el censo de 2010, en ese momento había 4349 personas residiendo en la localidad. La densidad de población era de 3505.55 hab./km². El 91.65% de los habitantes eran blancos, el 0.92% eran afroamericanos, el 0.39% eran amerindios, el 0.41% eran asiáticos, el 4.35% eran de otras razas y el 2.28% eran de una mezcla de razas. Del total de la población, el 13.52% eran hispanos o latinos de cualquier raza.